# Verwaistes Werk

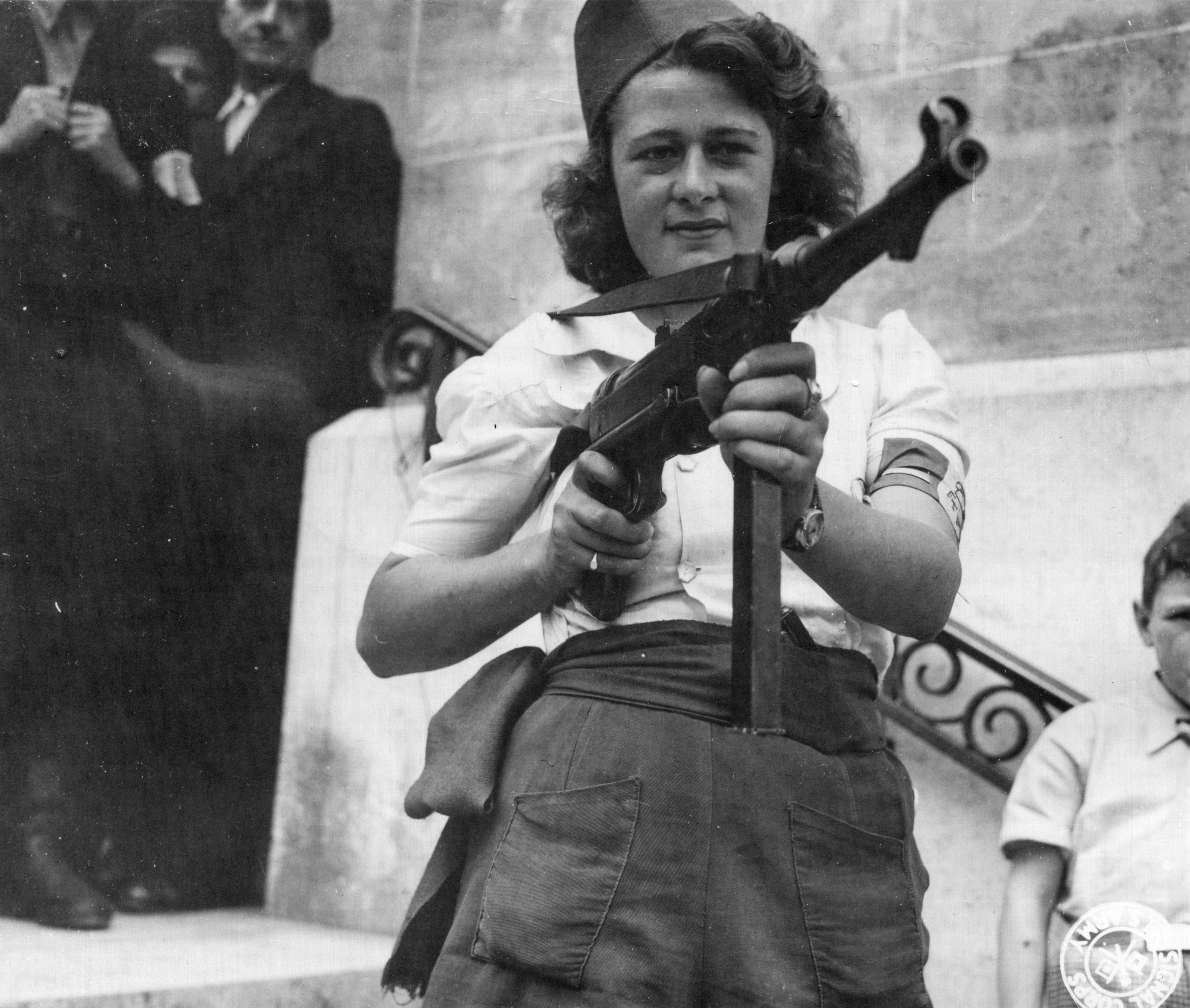
Ein verwaistes Werk: Ein Foto, welches die Widerstandskämpferin Simone Segouin zeigt. Wer die Aufnahme gemacht hatte, ist nicht bekannt, und seit dem Tod des Fotografen sind möglicherweise noch keine 70 Jahre verstrichen (siehe Regelschutzfrist). Dieses Bild kann jedoch problemlos genutzt werden, da es von der US-Regierung erstellt wurde.

Ein verwaistes Werk ist ein urheberrechtlich geschütztes Werk, dessen Rechteinhaber auch nach einer sorgfältigen Suche nicht festgestellt werden kann. Im weiteren Sinne gelten Werke als verwaist, wenn zwar die Namen der Rechteinhaber bekannt sind, sie aber wegen fehlender weiterer Informationen nicht kontaktiert werden können. Ein Beispiel für verwaiste Werke sind historische Fotografien, die während eines Krieges oder einer Forschungsexpedition aufgenommen wurden, aber den Namen des Fotografen nicht angeben.
Derartige Werke sind für potentielle Verwerter problematisch, da eine Nutzung, die die Zustimmung des Urhebers oder der Rechteinhaber voraussetzt, nicht möglich ist. Hinzu kommt, dass die Recherche nach dem Rechteinhaber eines verwaisten Werkes nicht selten teurer ist, als die Nutzungsrechte daran zu erwerben. Diese Problematik wird durch die Digitalisierung gedruckter Werke (z. B. Google Books) verschärft, da Verträge zwischen dem Autor und anderen Rechteinhabern (d. h. Verleger) nicht immer festlegen, wem die digitalen Nutzungsrechte gehören.
Ein verwandtes Phänomen, aber kein verwaistes Werk im urheberrechtlichen Sinne ist Abandonware – Software, deren Rechteinhaber zwar möglicherweise auffindbar wären, die sich aber nicht mehr um das Produkt kümmern.

## Ausmaß und Ursachen verwaister Werke
Verlässliche Angaben über die Anzahl verwaister Werke sind kaum verfügbar, obwohl Bibliotheken, Archive und Museen eine sehr große Anzahl davon beherbergen. Eine 2009 veröffentlichte Studie schätzte, dass alle staatlichen Institutionen des Vereinigten Königreichs über insgesamt rund 25 Millionen verwaiste Werke verfügen.
Die hohe Anzahl verwaister Werke resultiere gemäß Neil Netanel aus zwei Faktoren:
- urheberrechtliche Schutzfristen wurden im Laufe der Geschichte deutlich verlängert. Das erste amerikanische Urheberrechtsgesetz von 1790 schützte Werke nur 14 Jahre lang (nach Erstveröffentlichung), und für weitere 14 Jahre, falls der Urheber noch am Leben ist und eine Verlängerung beantragt. Für zwischen 1831 und 1909 veröffentlichte Werke galt der Schutz für 28 Jahre ab Erstveröffentlichung, mit einer möglichen Erneuerung des Schutzes für 14 Jahre. Dagegen läuft etwa die heutige (Stand: 21. August 2018) US-amerikanische (und deutsche) Regelschutzfrist erst 70 Jahre nach dem Tod des Urhebers ab. Mit kurzen Schutzfristen würden Werke früher in die Gemeinfreiheit übergehen – und der Zeitraum, innerhalb dessen unbekannte Personen die Rechte innehaben, würde kürzer.
- der urheberrechtliche Schutz wird automatisch vergeben, ohne dass der Urheber (oder der Inhaber der Nutzungsrechte) ihn beantragen oder erneuern muss. Letzteres würde eine amtliche Dokumentation bedingen, was wiederum die Recherche nach den aktuellen Rechteinhabern wesentlich erleichtert oder gar überflüssig macht. In den USA ist die Registrierung eines Werkes heute (Stand: 5. März 2018) nur noch notwendig, um vor einem Gericht wegen eines urheberrechtlichen Anspruches zu klagen.

Verwaiste Werke entstehen nicht nur durch eine unzureichende Dokumentation und Archivierung von Nutzungsverträgen und urheberrechtlich bedeutenden Angaben. Nach der deutschen Rechtslage kann eine juristische Person Inhaber des Nutzungsrechts sein, nach den Gesetzen der Vereinigten Staaten kann eine juristische Person sogar der Urheber eines Werkes sein (Stand: 26. April 2017). Wird diese juristische Person aufgelöst, erschwert dies regelmäßig die Suche nach dem Rechteinhaber. Nach dem Tod einer natürlichen Person geht das Urheberrecht grundsätzlich auf die Erben über, was unter Umständen die Tätigkeit eines Erbenermittlers erforderlich macht.
Die Rechte an verwaisten Werken können sogar bei jener Person liegen, welche das Werk nutzen möchte, jedoch wird aufgrund der fehlenden Dokumentation jemand anderes als Rechteinhaber vermutet – die Recherche nach den Urhebern würde dann ins Leere führen. Die Nutzung des Werks wäre dann, wie in den anderen Fällen, unmöglich.

## Problemlage und Entwicklung der Rechtsmaterie
Auch wenn einem in Verlagspublikationen der Hinweis, man habe trotz aller Sorgfalt Nutzungsrechtinhaber nicht ermitteln können und verpflichte sich zur Zahlung des üblichen Entgelts, nicht selten begegnet, stellt zum Beispiel eine Nutzung ohne Zustimmung der Rechteinhaber in Deutschland grundsätzlich eine Urheberrechtsverletzung dar. Lediglich die öffentliche Zugänglichmachung und die Vervielfältigung sind nach dem seit 1. Januar 2014 geltenden §§ 61 ff Urheberrechtsgesetzes (UrhG) unter bestimmten Voraussetzungen zulässig. Insbesondere muss der Nutzung eine sorgfältige und erfolglose Suche nach dem Rechteinhaber vorausgehen. Die Quellen einer sorgfältigen Suche sind in einer Anlage zu § 61a UrhG für die verschiedenen Werkarten und Schutzgegenstände gesetzlich festgelegt. Nicht jedermann darf verwaiste Werke in dieser Weise nutzen: Die Privilegierung gilt nur für bestimmte öffentliche Einrichtungen wie Archive, Bibliotheken und Bildungseinrichtungen sowie hinsichtlich ihrer eigenen Bestände für öffentlich-rechtliche Rundfunkanstalten (§ 61c UrhG).
Anders als in den USA, wo man – ausgehend von einer Diskussionsrunde des Copyright Office  – seit 2005 heftig über orphan works debattiert, wurde das Problem, obwohl es erhebliche praktische Relevanz hat, in Europa in Erwartung einer EU-Richtlinie national zunächst kaum diskutiert. In den USA ist aber eine gesetzgeberische Lösung des Problems im Kongress jedoch bereits zweimal gescheitert: Die beiden Entwürfe des Public Domain Enhancement Act hätten jeden Urheber dazu angehalten, für jedes seiner Werke eine symbolische Steuer zu entrichten, oder andernfalls auf den urheberrechtlichen Schutz zu verzichten. Das dafür notwendige Steuerregister hätte die Suche nach dem jeweiligen Urheber entscheidend erleichtert.
Am 4. Juni 2008 unterzeichneten europäische Repräsentanten von Museen, Bibliotheken, Archiven und Urheberrechtsbesitzer ein Memorandum of Understanding zu verwaisten Werken. Es soll den archivierenden Kulturinstituten bei der Digitalisierung von verwaisten Werken aller Art helfen, um sie für die Öffentlichkeit verfügbar zu machen.
2009 veröffentlichten die Strategic Content Alliance und der Collections Trust einen Report über die Bedeutung und Reichweite von verwaisten Werken für Webservices.
Im Oktober 2012 gab die Europäische Union die Richtlinie 2012/28/EU zu Verwaisten Werken heraus. Die Direktive bezieht sich auf verwaiste Werke, welche in der EU erstellt wurden (Bücher, Journale, Magazine und Zeitungen), Kinematografie und audio-visuelle Werke, Audioaufnahmen und eingebettete Werke. Unter gewissen Bedingungen kann die Direktive auch auf nicht-veröffentlichte Werke angewendet werden (wie Briefe und Manuskripte). In Folge legte die EU-Kommission ein europaweites Register auf, die Datenbank verwaister Werke (Orphan Works Database), die vom Amt der Europäischen Union für geistiges Eigentum (EUIPO) geführt wird.
Das deutsche Gesetz zur Nutzung verwaister und vergriffener Werke und einer weiteren Änderungen des Urheberrechtsgesetzes vom 1. Oktober 2013 setzt die Richtlinie 2012/28/EU (Verwaiste-Werke-Richtlinie) in den ab 1. Januar 2014 geltenden §§ 61 bis 61c UrhG und den ab 1. April 2014 geltenden §§ 13d und 13e des Urheberrechtswahrnehmungsgesetzes um. Das Deutsche Patent- und Markenamt (DPMA) führt seit 2014 das Register vergriffener Werke, das mit der Verwertungsfrage in Zusammenhang steht.

### Österreich
In Österreich wurde die EU-Richtlinie mit der UrhG-Novelle 2014 (BGBl. I Nr. 11/2015) umgesetzt und ist seither im § 56e UrhG geregelt.

### Kanada
In Kanada besteht seit 1997 eine gesetzliche Lizenz hinsichtlich verwaister Werke. Diese muss – unter Darlegung umfassender Recherchen zur Rechteklärung – von einer Behörde beantragt werden; die anfallenden Lizenzgebühren werden dann von dieser treuhänderisch verwaltet.

## Lösungsmöglichkeiten
In den meisten Ländern ist die Gewährung urheberrechtlichen Schutzes nicht an Förmlichkeiten, wie insbesondere die behördliche Registrierung des Werkes, gebunden. Von diesem Gedanken ist etwa auch die Berner Konvention von 1886 getragen. Die Einführung einer Registrationspflicht, wie sie unter anderem von Lawrence Lessig und Zoe Lofgren gefordert wird, würde das Problem verwaister Werke vermeiden.
Eine andere Lösung stellt eine gesetzliche Lizenz oder eine Zwangslizenzierung dar. Denkbar sind auch erweiterte kollektive Lizenzen, mittels derer Verwertungsgesellschaften auch Rechte an verwaisten Werken wahrnehmen können. In Ländern mit bewusst offen gehaltenen Ausnahmeregelungen im Stile der US-amerikanischen Fair-Use-Doktrin können bestimmte Nutzungen verwaister Werke zulässig sein. Die – im deutschen Recht nicht existierende – Fair-Use-Regelung des US-Rechts erlaubt beispielsweise die Nutzung aller Werke für die Zwecke der Kritik, des Kommentars, der Berichterstattung, des Schulunterrichts, der universitären Bildung und der Forschung, wobei jeder einzelne Gebrauch nach gewissen Kriterien geprüft werden muss. Zu beachten ist allerdings, dass beim (US-amerikanischen) Fair Use keine konkreten, praxisnahen Normen existieren. So basiert Fair Use vor allem auf Fallrecht, was im deutschen Rechtskreis unüblich ist.

## Abgrenzung und verwandte Fälle
Abzugrenzen ist der Begriff des Verwaisens vom anonymen Werk, welches absichtlich ohne eine Autorenangabe publiziert wurde. Bei anonymen Werken übt in aller Regel der Verleger oder der Herausgeber die Rechte des eigentlichen Urhebers aus. Ein anonymes Werk kann jedoch auch zu einem verwaisten Werk werden, zum Beispiel durch die Insolvenz des Verlegers.
Nicht als verwaistes Werk gilt ein amtliches Werk, das keinem Schutz mehr unterliegt, weil es die Behörde nicht mehr gibt und sie auch keinen Rechtsnachfolger hat.
Die spezifische Variante eines Verwaisten Werkes für Software und Computerspiele ist die sogenannte Abandonware (englisch für „Verlassene, aufgegebene (Soft)ware“). Inwieweit das in Richtlinie 2012/28/EU (Verwaiste-Werke-Richtlinie) genannte „Audiovisuelle Werk“ auch auf Software und Computerspiele bezogen werden kann, wird diskutiert.